# كاري سميث (متسلق جبال تزلج)
كاري سميث (بالإنجليزية: Cary Smith)‏ هو متسلق جبال تزلج ‏ أمريكي، ولد في 22 سبتمبر 1968.